# Torneo de Québec City 2018
La Coupe Banque Nationale 2018 fue un torneo de tenis jugado en pistas indoor de moqueta. Fue la 26.ª edición del Bell Challenge, y formó parte de los WTA International. Se llevó a cabo en Quebec (Canadá) del 10 al 16 de septiembre de 2018.

## Distribución de puntos
| Modalidad           | Campeona | Finalista | Semifinales | Cuartos de final | 2ª ronda | 1ª ronda | Clasificadas | 2ª ronda de clasificación | 1ª ronda de clasificación |
| Individual femenino | 280      | 180       | 110         | 60               | 30       | 1        | 18           | 12                        | 1                         |
| Dobles femenino     | 280      | 180       | 110         | 60               | 1        | -        | -            | -                         | -                         |

## Cabezas de serie

### Individuales femenino
| Tenista            | Ranking | Preclasificada |
| Aryna Sabalenka    | 20      | 1              |
| Petra Martić       | 47      | 2              |
| Mónica Puig        | 55      | 3              |
| Monica Niculescu   | 62      | 4              |
| Sofia Kenin        | 65      | 5              |
| Lucie Šafářová     | 69      | 6              |
| Tatjana Maria      | 70      | 7              |
| Pauline Parmentier | 71      | 8              |

- Ranking del 27 de agosto de 2018.[2]

### Dobles femenino
| Tenista                                | Ranking | Preclasificada |
| Kaitlyn Christian Sabrina Santamaria   | 108     | 1              |
| Darija Jurak Xenia Knoll               | 137     | 2              |
| Desirae Krawczyk Giuliana Olmos        | 151     | 3              |
| Natela Dzalamidze Veronika Kudermétova | 183     | 4              |

## Campeonas

### Individual femenino
Pauline Parmentier venció a  Jessica Pegula por 7-5, 6-2

### Dobles femenino
Asia Muhammad /  María Sánchez vencieron a  Darija Jurak /  Xenia Knoll por 6-4, 6-3